# The Strangeloves
The Strangeloves stellten sich in der Öffentlichkeit als Band aus Australien dar, waren jedoch das Projekt der US-amerikanischen Songwriter und Musikproduzenten Bob Feldman, Jerry Goldstein und Richard Gottehrer. Die Gruppe ist insbesondere für ihren Hit I Want Candy bekannt, der häufig gecovert wurde.

## Bandgeschichte
Feldman, Goldstein und Gottehrer arbeiteten in den 1960er Jahren unter dem Namen FGG Productions bereits erfolgreich zusammen, unter anderem schrieben sie für Pat Boone und Bobby Vee. Zudem hatten sie 1963 den Nummer-eins-Hit My Boyfriend's Back der Angels geschrieben und produziert. Für ihre eigene Band gaben sie sich als auf einer Schaf-Farm in Australien aufgewachsene Brüder namens Giles, Miles und Niles Strange aus. Für Liveauftritte engagierten sie in ihrem Studio tätige Musiker. 1965 veröffentlichten sie ihr einziges Album, die gleichnamige Single I Want Candy erreichte Platz 11 der US-amerikanischen Charts. Mit Night Time und Cara-Lin gelangen weitere Top-40-Erfolge, die folgenden Singles erreichten die Top 100 nicht mehr.
Ende der 1960er Jahre wandten sich die Mitglieder wieder ihren Produzententätigkeiten zu, Goldstein produzierte War und Gottehrer unter anderem Blondie.

## I Want Candy
I Want Candy wurde seit dem Erscheinen 1965 von verschiedenen Künstlern aufgenommen, darunter Good Charlotte, Aaron Carter und Westlife. Einige Versionen konnten dabei Charterfolge verbuchen:
- 1965: The Tremeloes – UK #25
- 1982: Bow Wow Wow – UK #9
- 2000: Melanie C – UK #24
- 2000: Aaron Carter – UK #31